# Mason Miller
Mason Miller (Pittsburgh, Pensilvania, 24 de agosto de 1998) es un jugador profesional estadounidense de béisbol que se desempeña en la posición de lanzador en Oakland Athletics, equipo de las Grandes Ligas de Béisbol (MLB).

## Carrera
Fue seleccionado en la tercera ronda en el Draft de la MLB de 2021. En 2023 hizo su debut profesional con el equipo Oakland Athletics, donde lleva jugando una temporada.